# Overvaal-Tunnel
Der Overvaal-Tunnel ist ein 3,9 km langer Eisenbahntunnel an der Richards Bay Coal Line in Südafrika. Der 1974 gebaute Eisenbahntunnel ist eingleisig und stellt einen Kapazitätsengpass für die Abfuhr der Kohle aus der Provinz Mpumalanga dar, weshalb der Bau eines zweiten Tunnel etwa 20 m südlich des bestehenden Tunnels geplant ist.
Der bestehende Tunnel wurde mit einem hufeisenförmigen Querschnitt im Sprengvortrieb erstellt. Das Gleis ist im Tunnel auf einem Betonsockel verlegt, der wegen Setzungen und Wasserschäden 2007 mit Epoxy-Einspritzungen saniert werden musste.